# 6529 Rhoads
6529 Rhoads este un asteroid din centura principală de asteroizi.

## Descriere
6529 Rhoads este un asteroid din centura principală de asteroizi. A fost descoperit pe 14 decembrie 1993 la Observatorul Palomar par l'Observatorul Palomar. Asteroidul prezintă o orbită caracterizată de o semiaxă mare de 2,35 ua, o excentricitate de 0,13 și o înclinație de 6,5° în raport cu ecliptica.